# استدلال مدفوع
يشير مصطلح الاستدلال المدفوع إلى ظاهرة اتخاذ القرار بشكل متحيز عاطفيًا، وتتم دراسته في العلوم المعرفية وعلم النفس الاجتماعي. ويصف هذا المصطلح دور الدوافع في العمليات المعرفية مثل اتخاذ القرار وتغيير الموقف الذي يأخذ عددًا من الأشكال منها:
- تخفيف حدة التنافر المعرفي.[1]
- الاعتقادات المتعلقة بالآخرين الذين تتوقف عليهم النتائج التي يصل إليها الشخص.[1]
- تقييم الدليل المتعلق بالنتائج التي يصل إليها المرء.[1]

## الإستراتيجية المعرفية
تمثل عمليات الاستدلال المدفوع نوعًا من إستراتيجيات التبرير الاستنتاجي التي تستخدم لتخفيف حدة التنافر المعرفي، فعندما يشكل الأشخاص اعتقادات خاطئة ويتمسكون بها على الرغم من الأدلة الواضحة، فإن هذه الظاهرة تعرف بـ«الاستدلال المدفوع». وبعبارة أخرى، «بدلاً من البحث المنطقي عن معلومات تؤكد اعتقادًا ما أو تنفيه، يسعى الناس فعليًا وراء المعلومات التي تؤكد ما يعتقدونه فعلاً».
وهذا «شكل من أشكال التنظيم الانفعالي الضمني الذي يعمل فيه الدماغ على التقريب بين الآراء لتقليل الحالات العاطفية السلبية وتعظيم الحالات العاطفية الإيجابية المرتبطة بالتهديد الماثل أمام الدوافع أو بلوغ تلك الدوافع.»

## الآليات
أيدت الأبحاث المبكرة التي أجريت على تقييم المعلومات وتكاملها أسلوبًا معرفيًا يتماشى مع النظرية الافتراضية لبايز التي تقول بأن الأشخاص يقيمون المعلومات الجديدة باستخدام الحسابات المنطقية.
كما أقرت نظريات أحدث بأن العمليات المعرفية عبارة عن تفسيرات جزئية للاستدلال المدفوع لكنها قدمت أيضًا عمليات دافعية أو عاطفية  لزيادة توضيح آليات التحيز المتأصل في حالات الاستدلال القائم على الدوافع. ومما زاد المسألة تعقيدًا أن الدراسة الأولى لتصوير الأعصاب والمعنية باختبار الدوائر العصبية لدى الأفراد الذين يمرون بالاستدلال المدفوع وجدت أن هذا النوع من الاستدلال «لا يرتبط بالنشاط العصبي في المناطق التي ارتبطت سابقًا بمهام الاستدلال البارد [الاستدلال البايزي] والتنظيم الانفعالي الواعي (الواضح).»
يركز هذا القسم على نظريتين تشرحا آليات الاستدلال المدفوع، وتميز النظريتان بين الآليات الموجودة أثناء محاولة الشخص الوصول إلى استنتاج دقيق وتلك الحاضرة أثناء وجود هدف يوجه الشحص.

### الاستدلال المدفوع والموجه بالأهداف
طورت إحدى مراجعات الأبحاث النموذج النظري التالي لتفسير الآلية التي تقود الاستدلال المدفوع إلى التحيز، وفيما يلي ملخص للنموذج:
يوفر الدافع للوصول إلى الاستنتاج المراد مستوى من الإثارة والتي تمثل الانطلاقة الأولية للعمليات المعرفية، وبالحديث عن التاريخ، تثبت نظرية الاستدلال المدفوع أن الأهداف التوجيهية تعزز الوصول إلى هياكل المعرفة (الذكريات والمعلومات والمعرفة) التي تتماشى مع الاستنتاجات المفضلة. وتقر هذه النظرية بحثًا سابقًا حول الوصول إلى المعلومات غير أنها تضيف مكونًا إجرائيًا بذكر أن الدافع وراء تحقيق الأهداف التوجيهية سيؤثر أيضًا على القواعد (الهياكل الإجرائية مثل القواعد الاستنتاجية) والاعتقادات التي يتم الوصول إليها لتوجيه عملية البحث عن المعلومات، وفي هذا النموذج، تعد الاعتقادات وهياكل القواعد عاملاً مساعدًا في توجيه المعلومات التي سيتم الحصول عليها لتأييد الاستنتاج المراد.
بالمقارنة مع هذا، يقدم ديفيد ريدلاوسك (2002) نموذجًا مدعومًا بالتجربة ترتبط فيه العاطفة بالمعرفة ارتباطًا معقدًا وتتحيز معالجة المعلومات نحو تأييد المواقف التي يتبناها الشخص بالفعل.
يشتمل هذا النموذج على ثلاثة مكونات:
1) المعالجة المباشرة - والتي عند استدعائها لعمل تقييم، يستقي الأشخاص على الفور من المعلومات المخزنة والتي تتميز بالعاطفة،
2) يتم تنشيط العاطفة بشكل تلقائي مع العقدة المعرفية التي ترتبط بها، 
3) تطلق «آلية حدسية مهنية» تخص تقييم المعلومات الجديدة التفكير في «بماذا أشعر؟» حيال هذ الموضوع، وتؤدي محصلة هذه العملية إلى تحيز نحو الحفاظ على العاطفة القائمة حتى أمام المعلومات الأخرى الداحضة.
ومن المثير للاهتمام، وجد ريدلاوسك أن توقيت تقديم المعلومات الداحضة لعب دورًا في تحديد التحيز، فعندما واجه الأشخاص الخاضعون للبحث تنافرًا أثناء البحث عن المعلومات، توقف الاستيعاب التلقائي وعملية التحديث ويسفر هذا عن إحدى نتيجتين: قد يعزز الأشخاص الخاضعون قوة الموقف رغبة منهم في تدعيم العاطفة القائمة (مما ينتج عنه تدهور في نوعية القرار إلى جانب حدوث تحيز محتمل) أو ربما يقيمون الحجج المضادة للاعتقادات القائمة في محاولة لدمج البيانات الجديدة. تتماشى النتيجة الثانية هذه مع البحث الذي أجري حول كيفية حدوث المعالجة عندما يوكل إلى شخص ما تحقيق الأهداف المحددة.

### الاستدلال المدفوع الموجّه نحو الدقة
تؤكد كوندا أن الأهداف الدقيقة تؤخر عملية الوصول إلى استنتاج غير تام حيث تزيد كلاً من قدر المعالجة ونوعيتها لاسيما في الوصول إلى إجراءات أكثر تعقيدًا من حيث المعالجة المعرفية الاستنتاجية.
عندما أثر الباحثون على دوافع الأشخاص المشاركين لجعلها دقيقة من خلال إخبارهم بالأهمية الكبرى للمهمة المستهدفة أو أنه منتظر منهم الدفاع عن آرائهم، وُجد أن الأشخاص استخدموا مستوى أعمق من المعالجة ودرجة أقل من التحيز نحو المعلومات. وكان هذا هو الحال أيضًا عند وجود الدوافع الدقيقة أثناء المعالجة والتشفير الأوليين للمعلومات. Tetlock (1983, 1985)
بعد مراجعة سلسلة من الأبحاث حول الأهداف الدقيقة والتحيز، تستنتج كوندا «اتضح ضعف العديد من أنواع التحيز المختلفة في وجود الأهداف الدقيقة.» وتؤكد أيضًا ضرورة توافر الشروط التالية كي تساعد الدقة في تقليل التحيز.
1. يجب أن يضع المشاركون إستراتيجيات استدلال مناسبة
2. يجب عليهم النظر إلى هذه الإستراتيجيات على أنها أعلى من الاستراتيجيات الأخرى
3. يجب أن يكونوا قادرين على استخدامها عندما يشاءون.

يثير الشرطان الأخيران فكرة أن الأهداف الدقيقة تتضمن عملية واعية لاستخدام الاستراتيجيات المعرفية في الاستدلال المدفوع، وكانت هذه الفكرة في وقت لاحق محل دراسة بحث في العلوم العصبية والذي خلُص إلى وجود تمايز نوعي بين الاستدلال المدفوع والاستدلال (في الحالات التي تغيب فيها العاطفة القوية عن النتائج) (ويستون، 2006).
في خلاصة القول، يفرق النموذجان بين معالجة الأهداف الدقيقة والأهداف التوجيهية، كما أنهما مختلفان حيث يثبت ريدلاوسك دورًا أساسيًا للعاطفة في توجيه العمليات المعرفية وفي مداومة التحيز، في حين تثبت كوندا دورًا أساسيًا للعمليات المعرفية مثل عمليات الذاكرة واستخدام القواعد في القرار بانتقاء المعلومات المتحيزة. وهناك دراسة واحدة على الأقل في العلوم العصبية لا تؤيد استخدام العمليات المعرفية في الاستدلال المدفوع وتضفي تأييدًا أكبر لكون المعالجة العاطفية آلية أساسية لدعم التحيز.
من المثير للاهتمام أن العلوم العصبية تتماشى مع نظرية فرويد (1933) عن «المعالجة الدفاعية» التي تحدث في اللاوعي وينظر إليه كحيلة لتفادي الشعور بالقلق والذنب.

## الأبحاث
تقول أبحاث العلوم العصبية أن «الاستدلال المدفوع يتمايز نوعيًا عن الاستدلال عند غياب عامل العاطفة القوية لدى الأشخاص في الاستنتاجات التي يتم التوصل إليها.»
تذكر أبحاث علم الاجتماع أن الاستدلال البعيد عن التناقضات يكون أكثر سهولة من الناحية النفسية عن تغيير المشاعر، ومن منطلق هذا المعنى، يتضح أن العواطف تعطي صبغة لطريقة إدراك «الحقائق»، حيث تتكون المشاعر أولاً ويتم استغلال الأدلة على الأكثر لخدمة هذه المشاعر، فيكون الدليل الذي يؤيد ما نعتقده مقبولاً في حين لا يقبل الدليل الذي يتعارض مع الاعتقاد.

## النتائج
تم استخلاص النتائج الخاصة بالاستدلال المدفوع من "مجموعة متحيزة من العمليات المعرفية - وهي عبارة عن إستراتيجيات للوصول إلى الاعتقادات وتكوينها وتقييمها، ويعزز الدافع للتحلي بالدقة استخدام الاعتقادات والإستراتيجيات التي تعد الأكثر ملاءمة في حين يعزز الدافع للوصول إلى استنتاجات معينة استخدام الاعتقادات والإستراتيجيات التي لها الاحتمالية الأكبر في الوصول إلى الاستنتاج المراد.
اختبرت الأبحاث الخاصة بالاستدلال المدفوع كلاً من الأهداف الدقيقة (أي الوصول إلى الاستنتاجات الصحيحة) والأهداف التوجيهية (أي الوصول إلى الاسنتاجات المرادة)، ووجدت تأثير عوامل مثل هذه على الإدراك كما تؤكد النتائج على تأثير الاستدلال المدفوع على اتخاذ القرارات وعمل التقديرات.